# Македонска скривалица
Македонска скривалица (лат. Pseudochazara cingovskii) врста је дневног лептира из породице шаренаца (лат. Nymphalidae) и потпородице окаша (лат. Satyrinае).
Македонска скривалица је ендемична врста Републике Македоније. Живи на малој површини од 1,5 км². Лептир лети крајем јула и почетком августа, тада полаже и јајашца, али још увек није утврђено да ли зимује као јајашце, гусеница или лутка.

## Исхрана
Гусеница се храни разним врстама трава, из родова Gramineae и Festuca.

## Камуфлажа
Обојеност доње стране задњег крила пружа јој готово савршену камуфлажу. Када склопи крила и слети на светле кречњачке стене, често остане непримећена грабљивцима.

## Станиште
Станиште македонске скривалице су сува, каменита станишта, кречњачка подлога, са ретком вегетацијом, на надморској висини од 1.000 до 1.200м.

## Угроженост
Ово је веома угрожена врста, којој прети изумирање. Највећа претња за опстанак овог лептира је каменолом који се налази у близини. Потврда за то је да постоје подаци да је величина популације у последњих неколико година смањена за 30% и да тренутно не броји више од 10.000 јединки.